# Cody Zeller
Cody Allen Zeller (* 5. Oktober 1992 in  Washington, Indiana) ist ein US-amerikanischer Basketballspieler.

## NCAA
Zeller spielte zwei Jahre für die Indiana University. Dort entwickelte er sich zu einem der größten Talente des Landes und wurde in seinem ersten Jahr zum Freshman of the Year der Big Ten Conference ernannt. Er wurde als aussichtsreicher Anwärter auf eine vordere Platzierung im NBA-Draftverfahren 2012 angesehen, zog es jedoch vor, ein weiteres Jahr am College zu bleiben. Sein Sophomore-Jahr schloss er als drittbester Korbschütze seiner Conference (16,8 Punkte pro Spiel) und zweitbester Rebounder (8,2 Rebounds pro Spiel) ab. Im April 2013 gab er dann seinen Wechsel in den Berufsbasketball bekannt.

## NBA
In der NBA-Draft 2013 wurde Zeller an vierter Stelle von den Charlotte Hornets, ehemals Bobcats, ausgewählt. Kurz darauf wurde er von der Mannschaft mit einem Vertrag ausgestattet. In seinem ersten Spieljahr in der NBA wurde er ins NBA All-Rookie Second Team berufen. Zeller spielte danach weitere sieben Saisons für die Hornets. Die meisten seiner 467 NBA-Spiele absolvierte Zeller als Starter und erzielte in dieser Zeit 8,7 Punkte und 6 Rebounds pro Spiel. Aufgrund einer im Dezember 2017 erlittenen Knieverletzung kämpfte Zeller in den folgenden Jahren immer wieder mit wiederkehrenden Verletzungsproblemen.
Im August 2021 unterschrieb Zeller einen Einjahresvertrag bei den Portland Trail Blazers. Im Zuge eines Transfers von C.J. McCollum wurde Zeller im Februar 2022 entlassen.
Im September 2022 unterschrieb er einen Vertrag bei den Utah Jazz, wurde aber noch vor dem Beginn der Saison 2022/23 wieder aussortiert. Im Februar 2023 wurde er von den Miami Heat verpflichtet, in der Sommerpause 2023 schloss sich Zeller den New Orleans Pelicans an.
In New Orleans kam er wenig zum Einsatz, im Juli 2024 wechselte er im Zuge eines Tauschgeschäfts zu den Atlanta Hawks. Für Atlanta bestritt er kein Spiel, als Grund wurden persönliche Gründe angegeben. Anfang Februar 2025 gab die Mannschaft ihn an die Houston Rockets ab. Rund einen Monat später wurde Zeller aus dem Aufgebot gestrichen, ohne in einem Spiel der Texaner eingesetzt worden zu sein.

## Sonstiges
Zeller kommt aus einer Basketballfamilie. Sein Onkel Al Eberhard spielte in den 1970er Jahren für die Detroit Pistons. Auch seine Brüder Tyler Zeller und Luke Zeller spielten in der NBA.

## Karriere-Statistiken

### NBA

#### Hauptrunde
| Saison  | Team        | GP  | GS  | MPG  | FG % | 3P %  | FT % | RPG | APG | SPG | BPG | PPG  |
| ------- | ----------- | --- | --- | ---- | ---- | ----- | ---- | --- | --- | --- | --- | ---- |
| 2013–14 | Charlotte   | 82  | 3   | 17.3 | .426 | .000  | .730 | 4.3 | 1.1 | 0.5 | 0.5 | 6.0  |
| 2014–15 | Charlotte   | 62  | 45  | 24.0 | .461 | 1.000 | .774 | 5.8 | 1.6 | 0.5 | 0.8 | 7.6  |
| 2015–16 | Charlotte   | 73  | 60  | 24.3 | .529 | .100  | .754 | 6.2 | 1.0 | 0.8 | 0.9 | 8.7  |
| 2016–17 | Charlotte   | 62  | 58  | 27.8 | .571 | .000  | .679 | 6.5 | 1.6 | 1.0 | 1.0 | 10.3 |
| 2017–18 | Charlotte   | 33  | 0   | 19.0 | .545 | .667  | .718 | 5.4 | 0.9 | 0.4 | 0.6 | 7.1  |
| 2018–19 | Charlotte   | 49  | 47  | 25.4 | .551 | .273  | .787 | 6.8 | 2.1 | 0.8 | 0.8 | 10.1 |
| 2019–20 | Charlotte   | 58  | 39  | 23.1 | .524 | .240  | .682 | 7.1 | 1.5 | 0.7 | 0.4 | 11.1 |
| 2020–21 | Charlotte   | 48  | 21  | 20.9 | .559 | .143  | .714 | 6.8 | 1.8 | 0.6 | 0.4 | 9.4  |
| 2021–22 | Portland    | 27  | 0   | 13.1 | .567 | .000  | .776 | 4.6 | 0.8 | 0.3 | 0.2 | 5.2  |
| 2022–23 | Miami       | 15  | 2   | 14.5 | .627 | .000  | .686 | 4.3 | 0.7 | 0.2 | 0.3 | 6.5  |
| 2023–24 | New Orleans | 43  | 0   | 7.4  | .419 | .333  | .605 | 2.6 | 0.9 | 0.2 | 0.1 | 1.8  |
| Gesamt  | Gesamt      | 552 | 275 | 20.9 | .520 | .220  | .727 | 5.7 | 1.3 | 0.6 | 0.6 | 7.9  |

#### Play-offs
| Saison  | Team      | GP | GS | MPG  | FG % | 3P % | FT % | RPG | APG | SPG | BPG | PPG |
| ------- | --------- | -- | -- | ---- | ---- | ---- | ---- | --- | --- | --- | --- | --- |
| 2013–14 | Charlotte | 4  | 0  | 13.3 | .333 | –    | .500 | 2.3 | 0.5 | 0.0 | 0.8 | 2.0 |
| 2015–16 | Charlotte | 7  | 2  | 19.6 | .553 | –    | .810 | 5.3 | 0.3 | 0.1 | 0.4 | 8.4 |
| 2022–23 | Miami     | 21 | 0  | 8.3  | .571 | –    | .400 | 2.3 | 0.3 | 0.1 | 0.2 | 2.2 |
| Gesamt  | Gesamt    | 32 | 2  | 11.4 | .537 | .000 | .625 | 2.9 | 0.3 | 0.1 | 0.3 | 3.5 |